# Setacera pilicornis
Setacera pilicornis är en tvåvingeart som först beskrevs av Daniel William Coquillett 1902.  Setacera pilicornis ingår i släktet Setacera och familjen vattenflugor. Inga underarter finns listade i Catalogue of Life.